# Konstrukcja kratownicowa

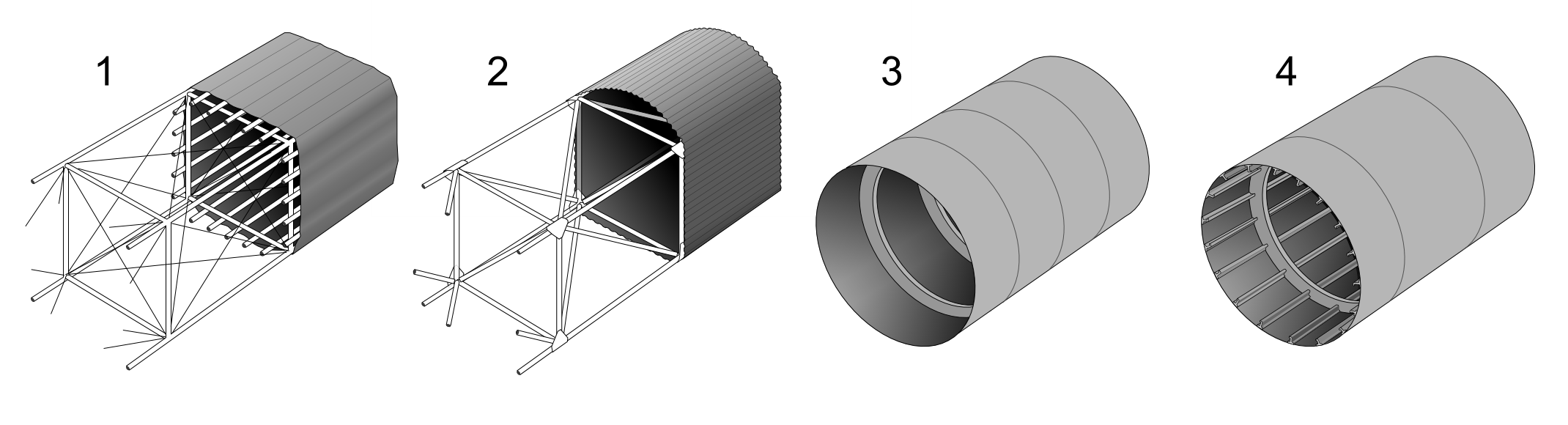
Cztery typy kadłubów lotniczych
1. Konstrukcja kratownicowa kryta płótnem
2. Konstrukcja kratownicowa kryta blachą falistą
3. Konstrukcja skorupowa
4. Konstrukcja półskorupowa

Konstrukcja kratownicowa, kadłub kratownicowy – typ konstrukcji lotniczej, w której kadłub skonstruowany jest z kratownic. Kadłub może być dodatkowo wzmocniony podłużnicami. Wczesne samoloty miały zazwyczaj kadłub o konstrukcji kratownicowej, zazwyczaj zbudowany z drewna. Kadłub kratownicowy może być dodatkowo kryty, zazwyczaj płótnem, sklejką lub pokryciem metalowym.